# Suiriri-cinzento
O suiriri-cinzento (Suiriri suiriri) é uma espécie de ave passeriforme da família dos tiranídeos. É nativo de grande parte da América do Sul, habitando especialmente campos abertos e cerrados.

## Descrição
Mede 16 cm. É oliva por cima com a cabeça mais acinzentada, rabadilha pardo-amarelada; asa preta com duas faixas amareladas, penas da cauda enegrecidas com bordas amarillentos. Garganta e peito cinza-claros, abdômen branco. Lembra uma ave do gênero Elaenia mas tem o bico todo preto. A subespécie S. s. burmeisteri se parece muito com o suiriri-da-chapada (Guyramemua affine).

## Distribuição e hábitat
Ocorre desde o nordeste do Brasil para o sul através de grande parte do país (exceto a Bacia Amazônica e uma parte do litoral sudeste e sul), Bolívia (a leste dos Andes), Paraguai, nordeste e centro-leste da Argentina e leste do Uruguai. Registrado também no Suriname e no extremo-norte do Brasil (Amapá).
Esta espécie é considerada bastante comum em seus hábitats naturais: os espaços semiabiertos subtropicais ou tropicais, como o Chaco e de montanha, é menos comum no Cerrado, na Caatinga e planaltos chuvosos. Algumas poucas populações migram parcialmente até o nordeste da Bolívia no inverno austral. Até altitudes de 1100 m chegando até os 2000 m na Bolívia.
Está ausente em grande parte da Amazônia, evitando florestas úmidas contínuas, apesar de ser frequente nas áreas mais abertas do baixo Amazonas.

## Comportamento
Geralmente vive em pares, a baixa altura, às vezes baixando até o solo. Costuma parar em pleno voo, abrindo a cauda e expondo a rabadilha mais clara.

### Reprodução
O ninho é em forma de cesto raso, sendo construído com fibras vegetais e forrado por painas, sendo todas essas camadas firmemente unidas por grande quantidade de teia de aranha. O seu exterior é ornamentado com liquens e fragmentos de folhas secas. O ninho é apoiado pela base e laterais entre dois ou mais ramos divergentes. A construção é de responsabilidade exclusiva da fêmea. Os ovos são branco-perolados, medindo em média 20,8 x 15,1 mm e pesando 2,5 g. Os filhotes apresentam a cabeça, superfície dorsal e coberteiras das asas marcadas por abundantes e diminutas manchas brancas. A incubação é realizada exclusivamente pelas fêmeas, sendo estimada em 15,2. Os filhotes permanecem no ninho por 18,9. São postos em média de dois a três ovos. Às vezes sofre parasitismo de ninhada criando filhotes de chupim (Molothrus bonariensis).

## Taxonomia
Tradicionalmente, o suiriri-cinzento já foi dividido em dois, S. suiriri com o ventre branco e S. burmeisteri (antes affinis), mais ao norte, com o ventre amarelo e a rabadilha com um contraste pálido, mas, na verdade, ambos se cruzam amplamente ao entrar en contato, e assim a maioria das autoridades agora consideram que são parte de uma só espécie, de acordo com Hayes (2001). Foi também comprovado que suas vocalizações são similares (Zimmer et al, 2001). O táxon S. s. bahiae era considerado uma subespécie de S. burmeisteri (antes affinis), mas na verdade pode ser o resultado da hibridação entre S. s. suiriri e S. s. burmeisteri. Em sua maior parte, S. s. bahiae se parece com esta última, porém carece do contraste pálido na rabadilha.
Em 2001, os ornitólogos Kevin J. Zimmer, Andrew Whittaker e David C. Oren descreveram o que se acreditava ser uma nova espécie: Suiriri islerorum, a localidade-tipo designada foi: “Chapada dos Guimarães, Mato Grosso, Brasil”.
Recentemente, esta espécie foi registrada em Lagoa Santa, Minas Gerais (Vasconcelos et al. 2006). O significado da presença de S. islerorum no local Santa é importante porque esta é a localidade-tipo do taxón affinis Burmeister, 1856, descrito originalmente como Elaenea affinis.  Kirwan et al. (2014) investigaram esse assunto e revisaram a série de tipos (tipo nomenclatural) de affinis, e descobriram que todos representam o mesmo taxón que islerorum. Mais além, a descrição original de affinis de Burmeister (em alemão) está adequadamente em linha com os caracteres diagnósticos do presente taxón. Desta forma, islerorum seria u,m sinônimo mais moderno de affinis, que teria prioridade, e o nome científico correto de Suiriri islerorum deveria ser Suiriri affinis. Isto dixaria o taxón tradicionalmente denominado affinis (Suiriri suiriri affinis) sem nome, para o qual Kirwan et al. Propõem o nome burmeisteri.
Uma análise filogenética posterior realizada por Lopes et al. (2017), indicou que o suiriri-cinzento pertence claramente à subfamilia Elaeniinae, consistente com as classificações e com análises filogenéticas mais recentes, enquanto que Suiriri affine estava profundamente colocado na subfamília Fluvicolinae, mais próximo a Sublegatus, o que demonstrou com  clareza que o suiriri-cinzento e affinis não são congêneres. Isto corroborou as diferenças morfológicas e comportamentais apontadas por diversos autores. Devido à ausência de um nome disponível para o gênero, Lopes et al. propuseram um novo gênero, Guyramemua. A mudança taxonômica foi aprovada pela Proposta N° 866 ao SACC e deixou o gênero Suiriri monotípico, Estas mudanças já haviam sido adotadas pelo Congresso Ornitológico Internacional (IOC). Como o novo gênero é neutro, o nome foi mudado de affinis para affine.
Os amplos estudos genético-moleculares realizados por Tello et al. (2009) descobriram uma quantidade de novas relações dentro da família Tyrannidae que não estam refletidos na maioria das classificações. De acordo com estes estudos, Ohlson et al. (2013) propuseram a divisão da família Tyrannidae em 5 famílias. Segundo a ordem proposta, Suiriri permanece em Tyrannidae, na subfamília Elaeniinae na tribo Elaeniini, junto a Elaenia, Tyrannulus, Myiopagis, Serpophaga, Capsiempis, parte de Phyllomyias, Phaeomyias, Nesotriccus, Pseudelaenia, Mecocerculus leucophrys, Anairetes, Polystictus, Culicivora e Pseudocolopteryx.

### Subespécies
Segundo as classificações do IOC e a Clements checklist/eBird são reconhecidas três subespécies, com sua correspondente distribuição geográfica:
- Suiriri suiriri burmeisteri Kirwan, Steinheimer, Raposo & Zimmer, KJ, 2014 - Suriname, leste do Brasil (oeste de Pará, Amapá, e desde Maranhão, oeste de Piauí e oeste da Bahia, grande parte do Mato Grosso, Goiás e São Paulo) e o norte da Bolívia (Beni).
- Suiriri suiriri bahiae Berlepsch, 1893 - nordeste do Brasil (desde o leste do Piauí, Ceará e Rio Grande do Norte até o nordeste da Bahia).
- Suiriri suiriri suiriri Vieillot, 1818 - leste da Bolívia, sul do Brasil, Paraguai, norte e leste de Argentina e Uruguai.

## Conservação
O suiriri-cinzento está classificado como pouco preocupante pela IUCN. Contudo, a ampla conversão de seu habitat em plantações de Eucalyptus e Pinus, colheitas de soja e de arroz e criação de pastagens, representa uma ameaça para esta espécie.